# Karma (serie de televisión)
Karma (en hangul, 악연; romanización revisada, Agyeon; literalmente, «Mala relación») es una serie de televisión web surcoreana basada en un webtoon del mismo título original coreano, dibujado por Choi Hee-seon. La serie está escrita y dirigida por Lee Il-hyung, y protagonizada por Park Hae-soo, Shin Min-a, Lee Hee-joon, Kim Sung-kyun, Lee Kwang-soo y Gong Seung-yeon. Es un thriller sobre seis personas que se ven envueltas en una relación inesperada y desafortunada y se destruyen mutuamente mientras persiguen sus propios deseos. Se estrenó en la plataforma Netflix el 4 de abril de 2025.

## Sinopsis
Un grupo de seis personas ven cómo sus vidas están condicionadas en una especie de karma por sus mutuas relaciones y por decisiones imprudentes. Son un hombre que hace un trato irreversible tras presenciar un misterioso accidente; una médica con un trauma permanente por el incidente que vivió de niña y conoce a alguien a quien no quería volver a ver; un hombre que invirtió en criptomonedas pidiendo dinero prestado a prestamistas con la esperanza de encontrar oro, pero terminó gravemente endeudado; y un hombre que pierde su trabajo injustamente y cae en la trampa de la mala suerte al recibir una gran suma de dinero. La codicia, la venganza y el destino se entrelazan en una cautivadora aventura.

## Reparto

### Principal
- Park Hae-soo como Ahn Kyeok-nam, quien después de presenciar por casualidad un accidente de automóvil sospechoso, termina haciendo un trato irreversible para encubrir lo sucedido.[3][4][5]
  - Song Geon-hee como Kyeok-nam de joven.[6]
- Shin Min-a como Lee Joo-yeon, una médica que vive con un trauma de por vida debido a un incidente que experimentó cuando era niña, y que se enfrenta a una difícil decisión cuando veinte años después se encuentra con el responsable de aquel como paciente.[7][8][9]
  - Shin Do-hyun como Joo-yeon de joven.[10][11]
- Lee Hee-joon como Park Jae-young, un prestamista agobiado por una pésima situación financiera tras una inversión desastrosa, y que busca un modo de cobrar el seguro de vida de su padre.[12][13]
  - Bae Yoon-gyu como Jae-young de joven.
- Kim Sung-kyun como Jang Gil-ryong, que acepta un nuevo trabajo arriesgado después de un despido injusto.[14]
- Lee Kwang-soo como An Kyung-nam, un exitoso médico de medicina oriental que dirige una clínica privada en Gangnam y tiene todo lo que quiere, hasta que ve cómo la tragedia se abate sobre su vida.[15]
- Gong Seung-yeon como Yoo-jeong, la novia de Kyung-nam, que desencadena una secuencia de eventos catastróficos.[16][17]

### Secundario
- Choi Hong-il como Park Dong-sik, el padre del prestamista Park Jae-young.[18]
- Park Ho-san como Hwang Cheol-mok, que dirige la agencia de investigadores privados.[6]
- Shin Joo-hwan como un empleado de una agencia de investigadores implicado en un accidente de automóvil.
- Song Gun-hee como un empleado de una agencia de investigadores implicado en un accidente de automóvil.[6]
- Jeong Ye-jin como Granger, miembro de una agencia de investigadores privados implicada en un accidente de automóvil.[19][20]
- Kim Young-ah como la madre superiora.
- Ham Sung-min como un estudiante de secundaria que pide cigarrillos a Park Jae-young.
- Bae Jae-young como un estudiante de secundaria que pide cigarrillos a Park Jae-young.
- Yu Dong-hoon como el sénior en la clase de radiodifusión.
- Han Ji-hyo como una empleada de la compañía de seguros.
- Park Mi-hyun como un amigo de la iglesia de Park Dong-sik.
- Shin Dong-hoon.
- Seo Ji-young como la hermana menor de Park Dong-sik y tía de Ja-young.

#### Policía
- Lee Seo-jun como Baek Ji-hoon, policía que investiga un accidente de automóvil.
- Shin Mun-seong como Park In-seok, jefe de la comisaría de policía.[21]
- Lim Cheol-hyung como el detective Choi.

### Apariciones especiales
- Kim Nam-gil como Yoon Jung-min, médico compañero de trabajo y novio de Joo-yeon.[6][22]
- Cho Jin-woong como un prestamista.[6]

## Producción
Karma está basada en un webtoon del mismo título original coreano, dibujado por Choi Hee-seon y publicado en Kakao Webtoon. En la producción participa la propia Kakao Entertainment junto con Moonlight Film y Baram Pictures. La serie ha sido escrita y dirigida por Lee Il-hyung (director en 2016 de A Violent Prosecutor), que la presentó como una historia en seis partes cuyo punto de mayor interés es ver cómo se forjan las distintas relaciones y qué efectos provocan; según Lee, puede verse como una película larga.

### Elwebtoonoriginal y la serie
El webtoon original de Choi Hee-seon es en realidad una obra extensa compuesta por tres relatos cortos, titulados El hombre endeudado, El hombre que abandonó un cadáver y La mujer herida, que al final se entrelazan. La más importante para su autor fue la última, donde aparece la única víctima de la historia. Choi se centró en expresar las emociones de esta y dedicó mucho tiempo a escribir los diálogos. Según su autor, la obra no tuvo mucha aceptación por parte del público, de modo que le sorprendió recibir una oferta por los derechos de autor bastante tiempo después de su finalización.
Con respecto al webtoon se pueden notar algunas diferencias: mientras la estructura básica, los personajes y los giros de la trama lo siguen fielmente, los tres episodios que se desarrollan en diferentes períodos temporales se combinan en el mismo, y los personajes se vinculan más estrechamente: Yoo-jeong y Joo-yeon no se conocían en el webtoon pero aquí fueron compañeras de clase en secundaria; también Jae-young y Kyeok-nam se conocen de secundaria. Otra diferencia notable es que en la obra original el cuerpo abandonado por Sang-hoon y el padre de Jae-young eran personas diferentes, pero en la serie son la misma persona. Yoon Jung-min, el novio de Joo-yeon, es un personaje muy secundario en la historia gráfica, pero sorprende a los lectores al recuperar todos los presagios a la vez en el epílogo. Sin embargo, en la serie, un actor popular como Kim Nam-gil asume este papel, haciendo que los espectadores presten atención desde el principio.

### Reparto artístico y promoción
El 30 de agosto de 2023 las agencias de Park Hae-soo y Shin Min-a anunciaron que sus representados habían aceptado tomar parte en la serie, por entonces conocida como Evil Romance. El 9 de noviembre del mismo año Netflix confirmó la producción y anunció los nombres de los seis protagonistas.
El 6 de marzo de 2025 Netflix confirmó la fecha de estreno de la serie para el 4 de abril y publicó un cartel y un avance. El primero representa a los seis protagonistas unidos por un hilo rojo, mientras que el avance muestra el comienzo de la funesta relación entre aquellos. El 11 de marzo distribuyó fotogramas de los seis personajes principales, y el 19 del mismo mes el avance principal.

## Recepción

### Audiencia
Según anunció Netflix el 9 de abril, Karma ocupó el primer lugar en la categoría de series más vistas en Corea, Indonesia, Tailandia, Vietnam, Filipinas y Malasia, ocupó el quinto lugar en la categoría Global TOP 10 Series (excluidas las producciones en lengua inglesa) y estuvo entre las diez primeras en 37 países, todo ello en solo tres días desde su estreno. Además, registró 3,6 millones de visualizaciones (la cantidad de horas vistas divididas por la duración total de la obra) en el mismo plazo de tiempo.
En la segunda semana de emisión (10-16 de abril) la serie ascendió al segundo lugar en la categoría global para producciones de habla no inglesa, llegando a 4,8 millones de visualizaciones y quedando entre las diez primeras en 35 países. Todo ello al tiempo que recogía comentarios positivos en los medios de comunicación nacionales e internacionales.

### Crítica
Park Jin-young (Joy News 24) escribe sobre la serie: «es un thriller bien hecho. Y cada episodio está lleno de eventos que inducen dopamina, y aunque la trama claramente no es impredecible, está llena de encanto que te hace seguir haciendo clic en el siguiente episodio. Otro punto interesante es que las relaciones entre los personajes, estrechamente entrelazadas, y los presagios delicadamente colocados forman un rompecabezas perfecto al final [...] Otra razón por la que Karma es divertida es que las actuaciones apasionadas de los actores llenan la obra. Hay tantos personajes malvados que es difícil decir quién es peor. Sin embargo, las cautivadoras habilidades actorales de los actores hacen que los personajes sean atractivos». Sin embargo, critica el desarrollo mínimo de los personajes femeninos, en particular la escasa presencia de Shin Min-a, con un personaje decepcionante.
Para Jasneet Singh (Collider), «la serie trata menos sobre la venganza y más sobre cómo los personajes reciben su merecido tras sus comportamientos indeseables. La trama que lo logra es brillante. Constantemente gira sobre sí misma, reescribiendo ingeniosamente los eventos desde nuevas perspectivas y dejándonos boquiabiertos a medida que cada pista se revela. Il-hyung, también reconocido como escritor, es agresivo y meticuloso en la creación de esta retorcida red de mentiras, tramas secretas y alianzas. Su dirección sigue la misma línea, con cada episodio oscilando entre el suspense silencioso y paroxismos de brutalidad inesperada». Pero también aquí se critica el tratamiento frustrante de los personajes femeninos; de las dos protagonistas, la historia de Yoo-jeong se trunca cuando empezaba a consolidarse; y la de Joo-yeon « se reduce a una serie de clichés crueles en lugar de darle al incidente la carga emocional que merecía, algo que Min-a intenta lograr con su actuación, pero que no logra del todo debido a lo poco desarrollada que está la trama».